# Jens Carlowitz
Jens Carlowitz, född den 8 augusti 1964 i Chemnitz i DDR, är en tysk före detta friidrottare som tävlade i kortdistanslöpning främst på 400 meter. Hans resultat är ifrågasatta då han finns med på en lista från Stasis arkiv över östtyska friidrottare som ingått i det statsorganiserade dopningsprogrammet; detta offentliggjort efter Tysklands enande.

## Karriär
Carlowitz främsta merit är bronsmedaljen från EM 1990. Han var i semifinal vid VM 1987 i Rom och i kvartsfinal både vid Olympiska sommarspelen 1988 och vid VM 1991 i Tokyo.
Han ingick även i tyska/östtyska stafettlag på 4 x 400 meter som blev guldmedaljörer vid inomhus-VM 1991 och bronsmedaljörer vid EM 1990.

## Personliga rekord
- 400 meter - 44,86 från 1989